# ابتسام شاكوش
ابتسام شاكوش هي كاتبة سورية من مواليد قرية الجنكيل التابعة لمنطقة الحفة في محافظة اللاذقية.

## حياتها الشخصية
عاشت ابتسام جل حياتها في سوريا فقد عاشت طفولتها في مدينة حماه ثم انتقلت للعيش في مدينة الحفة وعملت في مجال التعليم ثم في دائرة السجل المدني وفي تحرير مجلة الشرطة السورية إلى أن قامت الثورة السورية عام 2011 حيث بدأت تتعرض العديد من المناطق السورية إلى فرض القوة أو التعرض للقصف من قبل القوات الحكومية مما اضطرها إلى النزوج تجاه المخيمات السورية في تركيا والتي انشأت فيها مركزاً ثقافياً أدارته لأربع سنوات، تنقلت بعدها بين عدة دول وهي مصر، والأردن، والسودان والسعودية، إلى أن انتقلت للعيش في تركيا لاحقاً، نشرت خلال مسيرتها أكثر من 20 كتاباً في مجال الرواية والقصة القصيرة وقصص الأطفال، كما حصلت على العديد من الجوائز الأدبية، ونشرت مقالات أدبية في العديد من الصحف والدوريات المحلية والعربية.

## المؤسسات والمنظمات المنضمة إلى عضويتها
- عضو اتحاد الكتاب العرب – جمعية القصة والرواية.
- عضو في رابطة الأدب الإسلامي العالمية.
- عضو في إتحاد الكتاب السوريين الأحرار.[5]

### مؤلفاتها في مجال القصة القصيرة
| الكتاب                               | الناشر                    | سنة الإصدار | عدد الصفحات | ردمك ISBN            | ملاحظات                 |
| ------------------------------------ | ------------------------- | ----------- | ----------- | -------------------- | ----------------------- |
| «اشراقة أمل»                         | وزارة الثقافة السورية     | 1998        | 135         |                      |                         |
| «محاولة للخروج من المجال المغناطيسي» | دار عكرمة                 | 1998        | 96          |                      | ترجمت إلى اللغة الصينية |
| «بعض من تخيلنا»                      | مطبعة بسمة                | 1999        | 90          |                      |                         |
| «الشمس في كفي»                       | دار علاء الدين - دمشق     | 1999        |             |                      |                         |
| «الحلم الأزرق»                       | دار إنانا - دمشق          | 2000        | 131         |                      |                         |
| «انتظرني حتى أكبر»                   | دار إنانا - دمشق          | 2007        | 128         |                      |                         |
| «كان حصانا»                          | اتحاد الكتاب العرب - دمشق | 2009        | 140         | (ردمك 9789933428075) |                         |
| «المقلوب»                            | دار رواية - الرياض        | 2012        | 127         |                      |                         |
| «بين الخيام»                         | دار نون - غازي عينتاب     | 2016        | 62          | (ردمك 9789933447946) |                         |

### مؤلفاتها في مجال الرواية
| الكتاب                                | الناشر                                     | سنة الإصدار | عدد الصفحات | ردمك ISBN                                 | ملاحظات                                                                    |
| ------------------------------------- | ------------------------------------------ | ----------- | ----------- | ----------------------------------------- | -------------------------------------------------------------------------- |
| «الوجه المكسور»                       | دار رواية                                  | 2001        | 185         |                                           | حاصلة على جائزة المزرعة لأفضل رواية في سورية عام 2001 ترجمت إلى الإنكليزية |
| «يا حرام»                             | دار الفكر                                  | 2002        | 384         |                                           | حاصلة على جائزة دار الفكر 2002                                             |
| «اليتيمان»                            | دار رواية                                  | 2009        | 295         |                                           | جائزة موقع لها أونلاين في السعودية 2009                                    |
| «ما زلت أبحث عن أبي»                  | دار رواية - السعودية                       | 2010        | 146         |                                           |                                                                            |
| «أين رأسي»                            | دار الألوكة - السعودية                     | 2010        | 131         | (ردمك 9786039031598)                      | جائزة الألوكة الكبرى - السعودية 2010                                       |
| «قشرة البيضة»                         | دار رواية                                  | 2013        | 310         | (ردمك 6281140005122)                      |                                                                            |
| «وقع الخطى»                           | دار رواية دار جانتاش (النسخة التركية)      | 2016        | 171         |                                           | ترجمت إلى اللغة التركية                                                    |
| «ابن المجرم» بالتركية:«Suçlunun Oğlu» | دار زقاق الكتب دار جانتاش (النسخة التركية) | 2018        | 152         | (ردمك 9786057447838) (ردمك 9786052088166) | ترجمت إلى اللغة التركية                                                    |
| «طوق في عنقي»                         | دار كتاب سراي                              | 2021        | 62          | (ردمك 9789933447946)                      | ترجمت إلى اللغة التركية                                                    |

وفي أدب الأطفال:
| الكتاب            | الناشر | سنة الإصدار | عدد الصفحات | ردمك ISBN | ملاحظات |
| ----------------- | ------ | ----------- | ----------- | --------- | ------- |
| «سلسلة أخلاقنا»   |        |             |             |           |         |
| «سلسلة صرت كبيراً» |        |             |             |           |         |